# Esbūzar
Esbūzar (persiska: اِسبورِز, اِزبورُز, Esbūrez, Espūrez, اِسپورِز, اسبوزر) är en ort i Iran.   Den ligger i provinsen Mazandaran, i den norra delen av landet, 180 km nordost om huvudstaden Teheran. Esbūzar ligger 96 meter över havet och antalet invånare är 606.
Terrängen runt Esbūzar är kuperad åt sydost, men åt nordväst är den platt. Runt Esbūzar är det ganska tätbefolkat, med 111 invånare per kvadratkilometer. Närmaste större samhälle är Sari, 7,7 km väster om Esbūzar. I omgivningarna runt Esbūzar växer huvudsakligen savannskog.